# Észak-Cshungcshong
Észak-Cshungcshong Dél-Korea egyik tartománya, székhelye Cshongdzsu.

## Története
A 4. századtól Pekcse birtokolta a mai tartomány területét. Amikor 998-ban Szongdzsong korjói király tíz tartományra osztotta az országot, Csungvon tartományként (중원도) jött létre és 13 megye tartozott hozzá. 1106-ban az akkori Hanam tartománnyal egyesítve jött létre Cshungcshong tartomány. A történelem folyamán számos területi változáson ment keresztül, ahogy el- illetve hozzácsatoltak megyéket. Végül 1896-ban nyerte el véglegesen az Észak-Cshungcshong nevet. Székhelye 1908-ban Cshongdzsu lett.

## Nevezetességei
A Szongni-hegyen található a Popcsu-templom, számos nemzeti kinccsel és Korea egyetlen fából készült pagodájával. A Szobek-hegyen egy másik jelentős buddhista templom, Kuinsza fekszik.

## Közigazgatása
| Térkép    | #           | Név    | Hangul | Handzsa | Népesség (2015) |
| --------- | ----------- | ------ | ------ | ------- | --------------- |
|           |             |        |        |         |                 |
| — Város — |             |        |        |         |                 |
| 1         | Cshongdzsu  | 청주   | 淸州   | 833 276 |                 |
| 2         | Cshungdzsu  | 충주   | 忠州   | 211 005 |                 |
| 3         | Csecshon    | 제천   | 堤川   | 136 350 |                 |
| — Megye — |             |        |        |         |                 |
| 4         | Cshongvon   | 청원군 | 淸原郡 | 183 136 |                 |
| 5         | Umszong     | 음성군 | 陰城郡 | 102 023 |                 |
| 6         | Csincshon   | 진천군 | 鎭川郡 | 71 152  |                 |
| 7         | Okcshon     | 옥천군 | 沃川郡 | 50 704  |                 |
| 8         | Jongdong    | 영동군 | 永同郡 | 49 542  |                 |
| 9         | Köszan      | 괴산군 | 槐山郡 | 37 830  |                 |
| 10        | Csungphjong | 증평군 | 曾坪郡 | 36 173  |                 |
| 11        | Poun        | 보은군 | 報恩郡 | 32 522  |                 |
| 12        | Tanjang     | 단양군 | 丹陽郡 | 28 770  |                 |

## Galéria

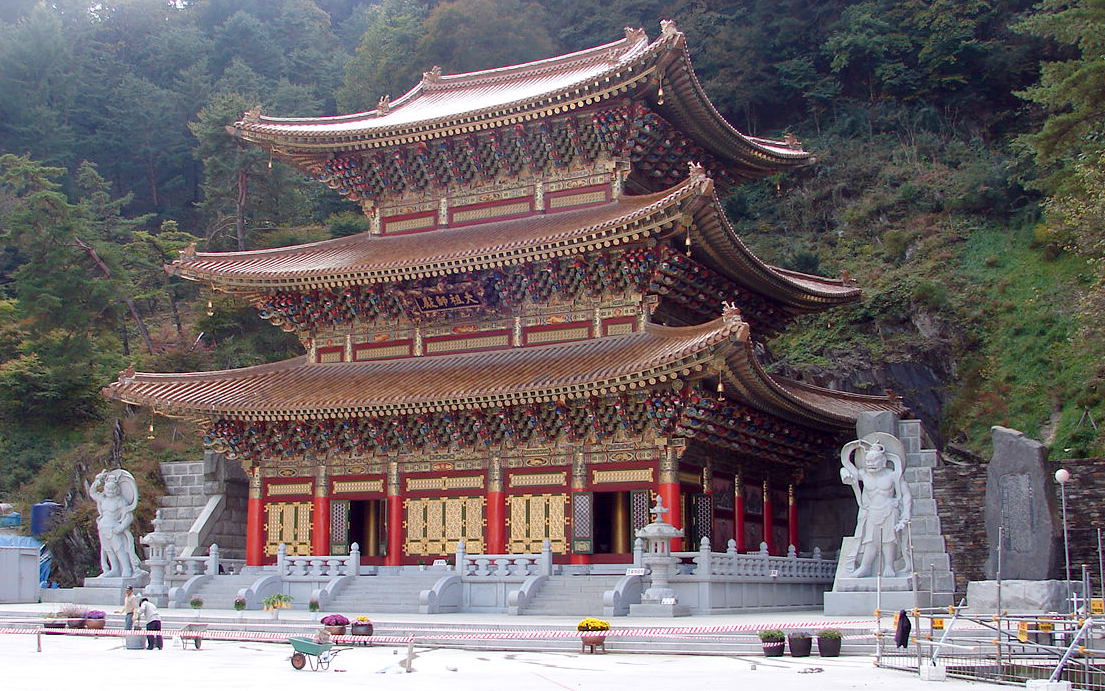
Kuinsza egyik épülete
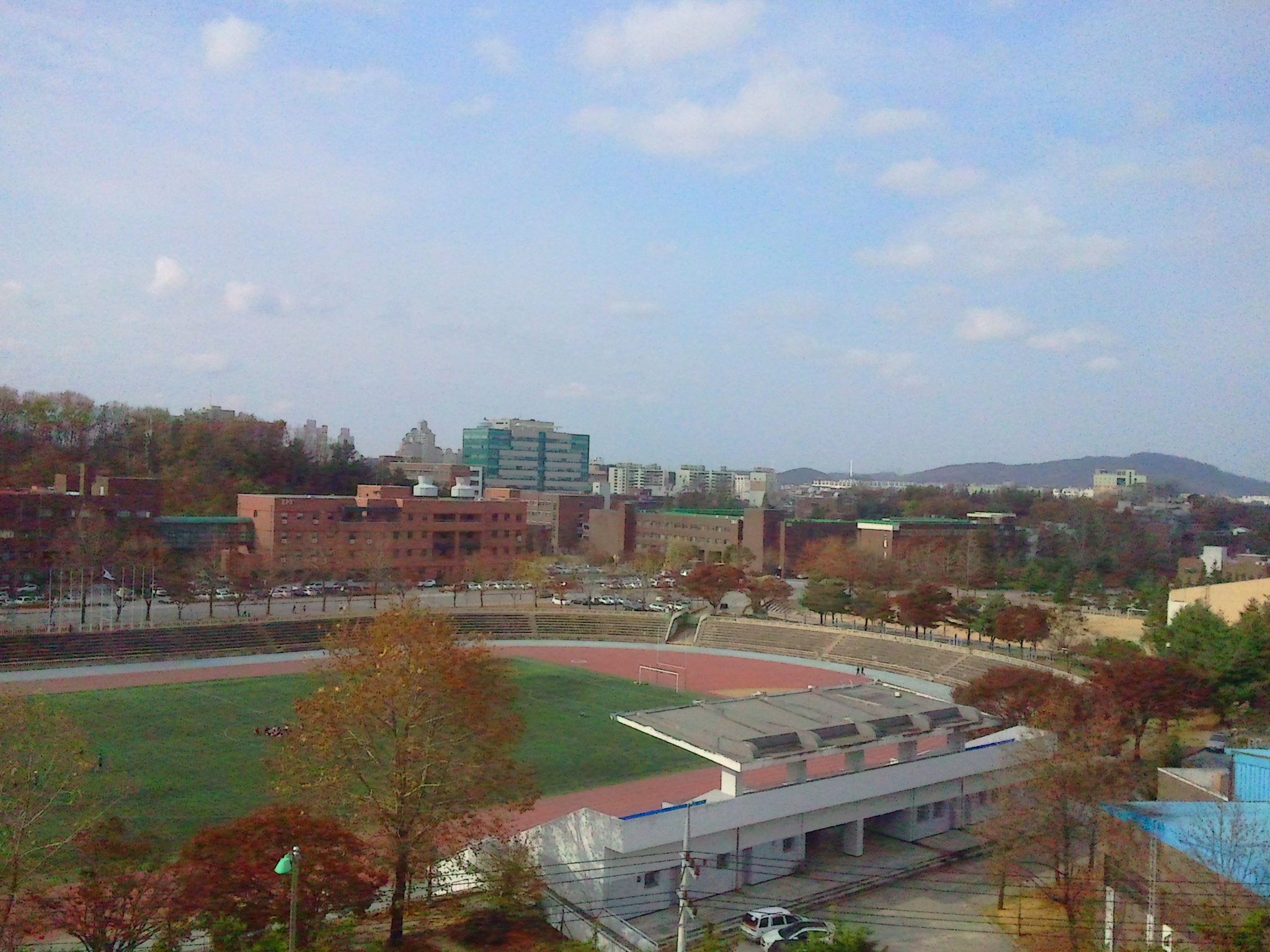
A Cshungbuk Nemzeti Egyetem Cshongdzsuban
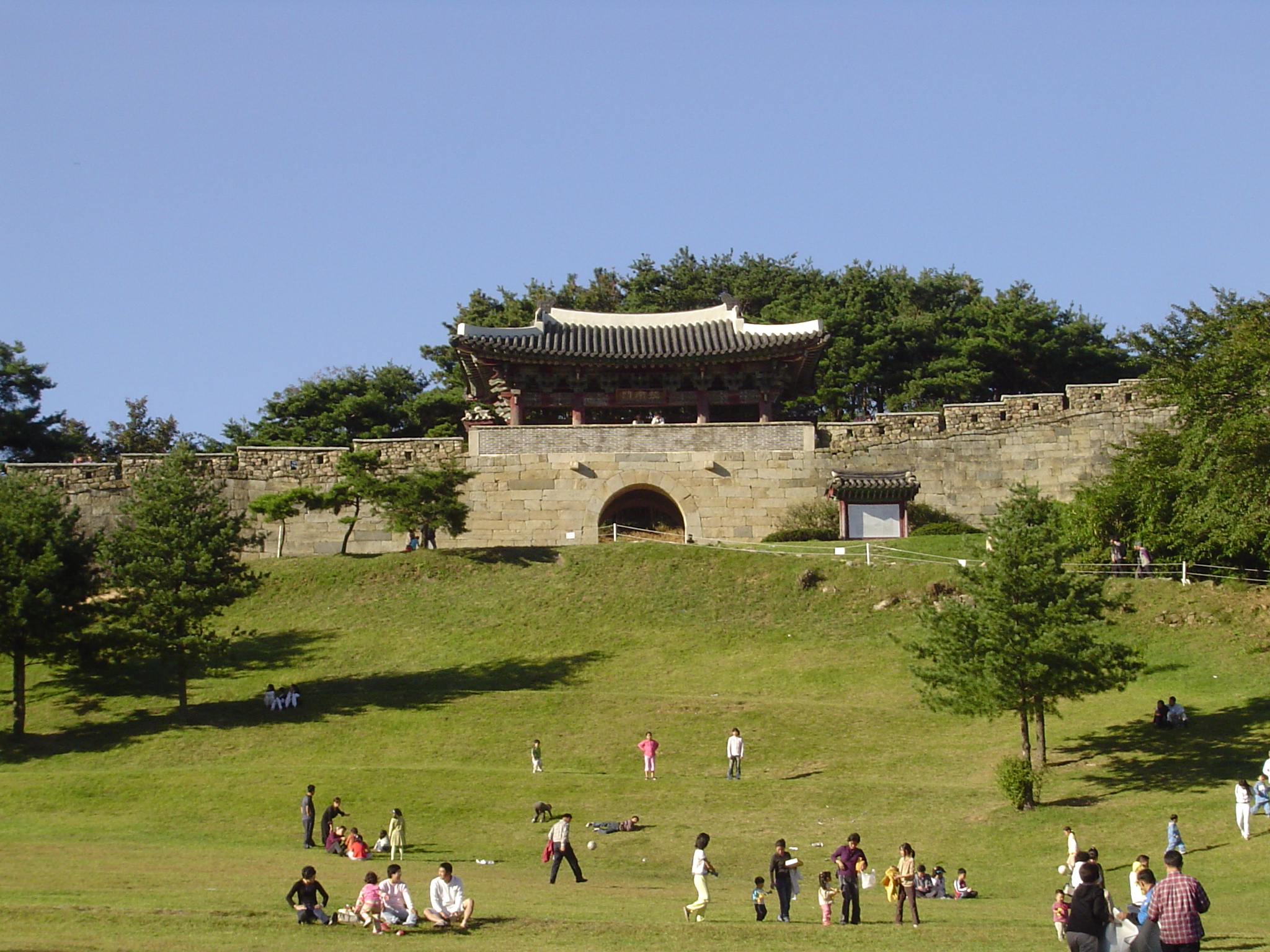
A Szangdangszangszong erőd Cshongdzsuban